# Índice biológico de exposición
Los índices biológicos de exposición (IBE) son parámetros utilizados para poner de manifiesto la absorción o acumulación de un xenobiótico por un ser vivo; pueden servir como criterios para valorar el grado de afectación. El establecimiento del control biológico tiene como meta principal verificar si existe seguridad en cuanto a que ocurra contaminación ambiental, en exposiciones presentes o incluso pasadas, evitándose así que ocurran efectos adversos a la salud del trabajador. Generalmente, se le da más énfasis al establecimiento de los límites de exposición a los agentes químicos y a su control, mientras que los límites biológicos de exposición constituyen una ampliación de los conceptos de límites admisibles. Se establecen para muestras biológicas y son datos complementarios al control ambiental.

## Definición de IBE
El Índice Biológico de exposición (IBE) es un criterio para valorar la afectación, que se define como la expresión numérica de un parámetro bilógico en relación con la incidencia de un xenóbiotico en la salud del individuo.  Normativas de distinto rango pueden establecer los IBEs como Valores Límites Biológicos (BLV –Valores Límite Biológicos– o BTL –Valores Umbral Límite–), definiéndose BLV como los valores de referencia para los Indicadores Biológicos asociados a la exposición global a los agentes químicos, es decir, son la referencia para valorar la concentración de un producto químico o un derivado metabólico del mismo en un fluido biológico (sangre, orina, aire espirado…). Son los valores considerados como aceptables desde el punto de vista de la exposición en el trabajo.

## Tipos de IBE
Los tipos son:
- Químicos: concentración del tóxico, o sus metabolitos, en los fluidos o tejidos biológicos
- Bioquímicos: modificación de parámetros bioquímicos fisiológicos (metahemoglobina, iones, glucosa, glucógeno, actividades enzimáticas,…)
- Funcionales: alteraciones objetivables de funciones fisiológicas (capacidad respiratoria, volumen-minuto circulatorio, conductividad nerviosa, reflejos, reacción muscular, diuresis, etcétera).
- Histológicos: lesiones tisulares.

Ejemplos de índices biológicos y límites de tolerancia biológicos
| Agente tóxico       | Muestra       | IBE                                                | BLV                                             |
| ------------------- | ------------- | -------------------------------------------------- | ----------------------------------------------- |
| Monóxido de carbono | Sangre        | Carboxihemoglobina                                 | 3,5% de carboxihemoglobina en hemoglobina total |
| Monóxido de carbono | Aire alveolar | Monóxido de Carbono                                | 20 ppm                                          |
| Etilbenceno         | Orina         | Suma de ácido mandélico y el ácido fenilglioxílico | 700 mg/g creatinina                             |
| Estireno            | Orina         | Suma de ácido mandélico y el ácido fenilglioxílico | 400 mg/g creatinina                             |
| Estireno            | Sangre venosa | Estireno                                           | 0,2 mg/L                                        |
| Tolueno             | Orina         | o-Cresol                                           | 1,6 g/g creatinina                              |
| Tolueno             | Sangre        | Tolueno                                            | 0,005 mg/L                                      |
| Tricloroetileno     | Orina         | Ácido tricloroacético                              | 15 mg/L                                         |
| Tricloroetileno     | Sangre        | Tricloroetanol libre                               | 0,5 mg/L                                        |
| Xileno              | Orina         | Ácidos metilhipúrico                               | 1,5 g/g creatinina                              |

## Relación de los IBE y los TLV
La determinación de los TLV (Threshold Limit Value o Valor Umbral Límite), que son los niveles permisibles de agente químicos o físico en el ambiente laboral / en el aire indican la exposición potencial a un xenobiótico de un individuo o grupo de individuos. La absorción dentro de un grupo de trabajo puede ser diferente para cada individuo por diferentes razones. La mayoría de los IBEs se basan en una correlación directa con los TLVs (es decir, la concentración del xenobiótico que puede esperarse cuando la concentración en el aire se encuentre en el Valor Umbral Límite). Parte de los IBEs (por ejemplo, plomo) no se derivan del TLV, pero se relacionan directamente con el desarrollo de un efecto nocivo para la salud. Se pueden observar diferencias entre la información obtenida del control del aire y el control biológico por diferentes motivos.

## Aplicaciones de los IBE
Los IBE se utilizan como indicadores en la evaluación de los riesgos potenciales para la salud en el medio laboral. Sin embargo, no indican una clara distinción entre las exposiciones peligrosas y no peligrosas. Por ejemplo, es posible que la concentración de un xenobiótico en un individuo  supere el IBE sin incurrir en un aumento del riesgo para la salud. Si las mediciones en muestras obtenidas de un trabajador en diferentes ocasiones persistentemente superan el IBE, la causa del valor excesivo debe ser investigada y adoptar medidas para reducir la exposición. También se justifica una investigación si la mayoría de las mediciones en muestras obtenidas a partir de un grupo de trabajadores en el mismo lugar de trabajo y la jornada de trabajo excede el IBE. Es deseable que se registre la información pertinente sobre las operaciones vinculadas en el lugar de trabajo.
Los IBE pueden:
- Orientar al médico en el tratamiento de intoxicaciones
- Orientar en cuanto a la remoción del trabajador del ambiente de exposición
- Utilizarse como prueba en la detección de individuos hipersusceptibles, principalmente aquellos con características genéticas que modifican los procesos de biotransformación
- Confirmar valores límite de tolerancia en el ambiente a ser adoptados

La aplicación de los índices biológicos exige que los parámetros a ser analizados:
- Estén en tejidos o líquidos orgánicos que puedan ser utilizados como muestra biológica
- Aparezcan como productos de biotransformación: estén presentes en el aire exhalado
- Provoquen alteraciones en constituyentes del organismo accesibles para la obtención de muestras
- Provoquen alteraciones en actividades enzimáticas de importancia biológica por un tiempo suficientemente prolongado, para que sea posible la obtención de la muestra

## Interpretación de los IBE
Cuando la medida, en un trabajador, de un determinado indicador IBE supere el valor correspondiente no debe deducirse, sin mayor análisis, que ese trabajador esté sometido a una exposición excesiva, ya que las diferencias individuales, biológicas o de conducta, tanto fuera como dentro del ámbito laboral, parecen no mostrar concordancia entre los resultados del control ambiental y los del control biológico.  De todos modos, incluso en el caso de una superación de carácter puntual, debe ponerse en marcha una investigación con el objetivo de encontrar una explicación plausible para esa circunstancia y actuar en consecuencia o, en su defecto, descartar la existencia de factores causales vinculados al desempeño del puesto de trabajo.  Entretanto se alcanza una conclusión al respecto y sin perjuicio de lo que establezcan disposiciones específicas, se deberían adoptar medidas para reducir la exposición del trabajador afectado. Por el contrario, las observaciones por debajo del IBE no indican necesariamente una falta de riesgo para la salud. A pesar de las modificaciones de horarios de trabajo que se utilizan a veces en diversos oficios, el BEI Comittee no recomienda ningún ajuste o factor de corrección (es decir, el IBE debe ser utilizado como se indica, independientemente del horario de trabajo). El uso del IBE debe ser aplicado por un profesional de la salud en el trabajo. El IBE es una guía para el control de los riesgos potenciales para la salud del trabajador y no debe utilizarse para otros fines. Los valores de IBE no son líneas rígidas entre concentraciones seguras y peligrosas.

## Ventajas de la utilización de los índices biológicos
El control biológico ofrece ventajas que demuestran su enorme importancia para la salud de los trabajadores, colocándose destacadamente la exigencia de enormes esfuerzos para su aplicación efectiva. Entre las ventajas que ofrece su utilización se pueden mencionar:
- El trabajador es la mejor muestra individual de su ambiente de trabajo y, por eso, indicador de su propia exposición
- Indica la absorción total del agente tóxico por todas las vías de introducción
- Los parámetros analizados pueden brindar datos relativos a otras exposiciones, además de la ocupacional tales como en el tiempo libre, en el hogar, por hábitos alimenticios y por hábitos individuales, como el tabaquismo
- Revela características individuales del trabajador en cuanto al sistema enzimático de biotransformación
- Constituye el medio más eficiente de control cuando la exposición es intermitente y el muestreo del aire no es continuo y cuando las exposiciones ocurren por múltiples agentes químicos resultando en interacciones metabólicas
- Suministra datos peculiares e individuales en cuanto a los hábitos de trabajo

## Dificultades existentes en la utilización de los índices biológicos
La utilización de los índices biológicos exige condiciones específicas que se traducen en factores limitantes a su aplicación. Por ejemplo, los índices biológicos podrán sufrir modificaciones que son provocadas principalmente por:
- Estructura fisiológica y estado de salud del trabajador: la constitución corporal, la dieta (ingesta de agua y grasa), el metabolismo, la distribución (disminución de los sitios de unión a proteínas plasmáticas) la composición del fluido corporal, edad, sexo, embarazo, medicamentos y estado de la enfermedad.

- Realización de actividad física intensa
- Factores de exposición laboral: la intensidad de ritmo de trabajo y la duración, exposición de la piel, la temperatura y la humedad, la exposición simultánea a otras sustancias químicas, y otros hábitos de trabajo.
- Factores de exposición no ocupacional: Los componentes de la comunidad y los contaminantes del aire en casa , el agua y los alimentos , la higiene personal , el tabaquismo , el alcohol y las drogas , la exposición a productos para el hogar o la exposición a otras sustancias químicas fuera del medio laboral.
- Factores metodológicos: contaminación de la muestra o el deterioro durante la recogida y el almacenamiento y el sesgo del método analítico seleccionado.
- Ubicación del dispositivo de control de aire en relación con la zona de respiración de los trabajadores.
- Distribución de tamaño de partícula y la biodisponibilidad.
- Eficacia variable de equipos de protección personal
- Alteraciones genéticas
- Vía de exposición

El control biológico encuentra serias dificultades cuando:
- El BLV no ha sido definido por haber insuficiente información en cuanto a la relación: intensidad de exposición-efecto
- El índice biológico que mejor define el efecto es la determinación del agente tóxico o de su producto de biotransformación en el sitio de acción, por lo tanto, es inaccesible a la obtención de la muestra
- El agente tóxico es un constituyente normal o se biotransforma en el mismo, y no es causante de alteraciones susceptibles a ser controladas
- El agente químico ejerce acción local, por ejemplo, a nivel cutáneo
- El agente tóxico tiene predominantemente efecto sensibilizador

Además de las grandes diferencias individuales en cuanto a los efectos producidos en el organismo y la amplitud de los valores normales de los parámetros biológicos considerados, tropezamos con exigencias en cuanto a la recolección de las muestras y a la metodología analítica. En cuanto a estas dificultades pueden mencionarse:
- La obtención de la muestra no debe representar riesgo para los trabajadores
- La muestra biológica debe ser suficientemente estable, permitiendo el almacenamiento seguro hasta el momento del análisis
- El método analítico debe ser razonablemente Simple no exageradamente sofisticado y que no consuma períodos largos para ejecutarlo
- El método analítico debe ser satisfactorio en cuanto a la sensibilidad, precisión y exactitud.